# Czyreń osikowy

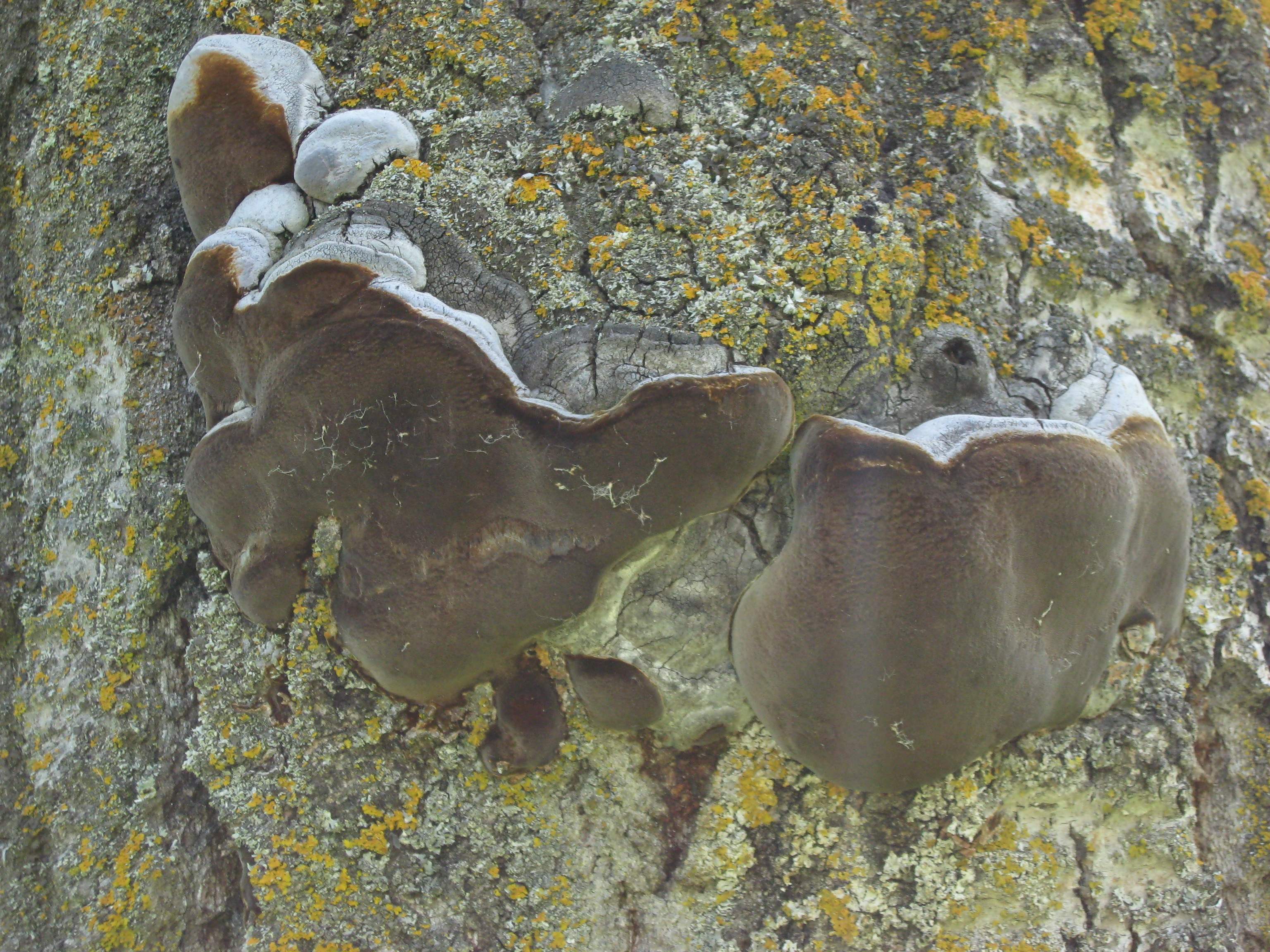

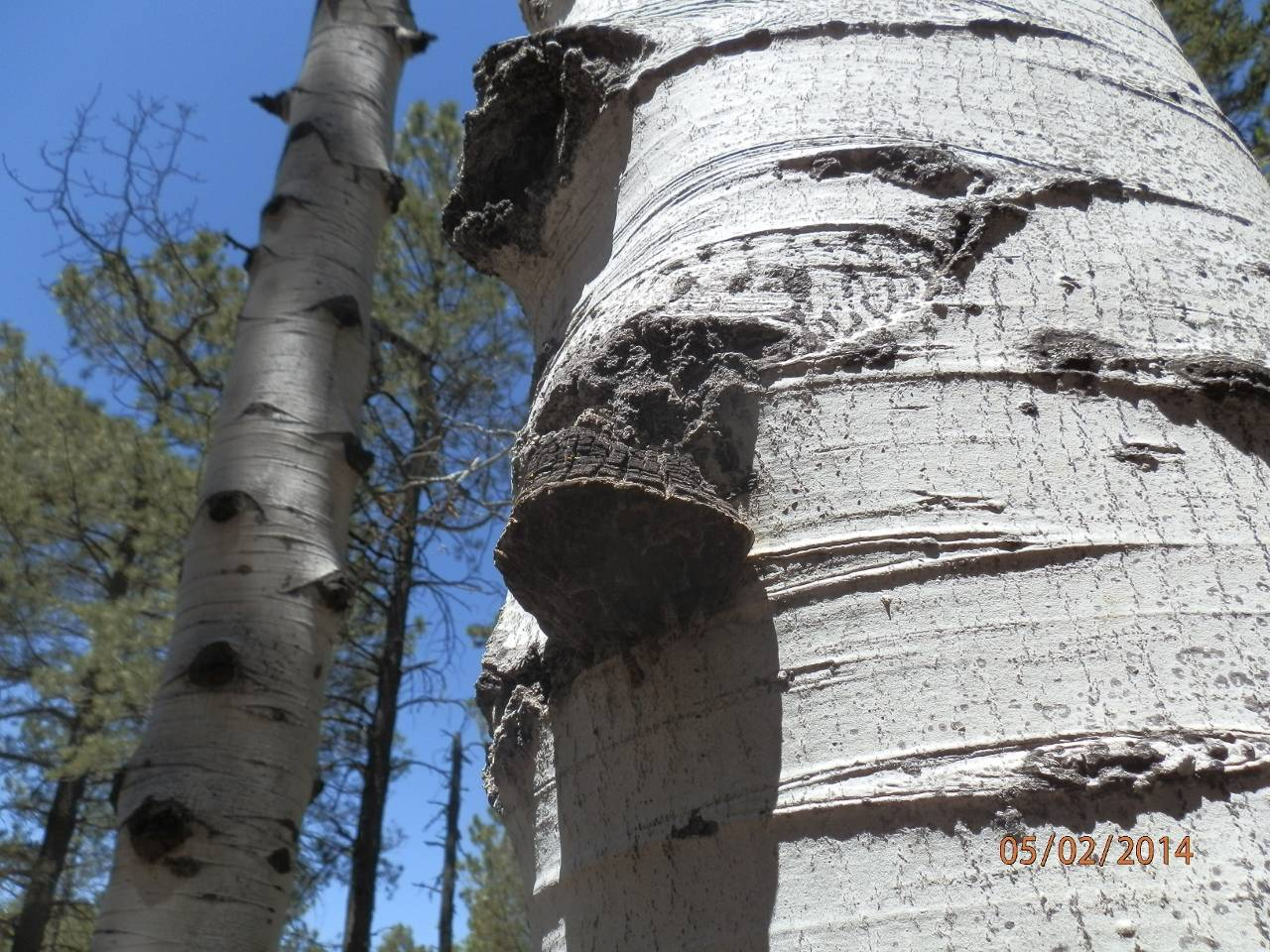

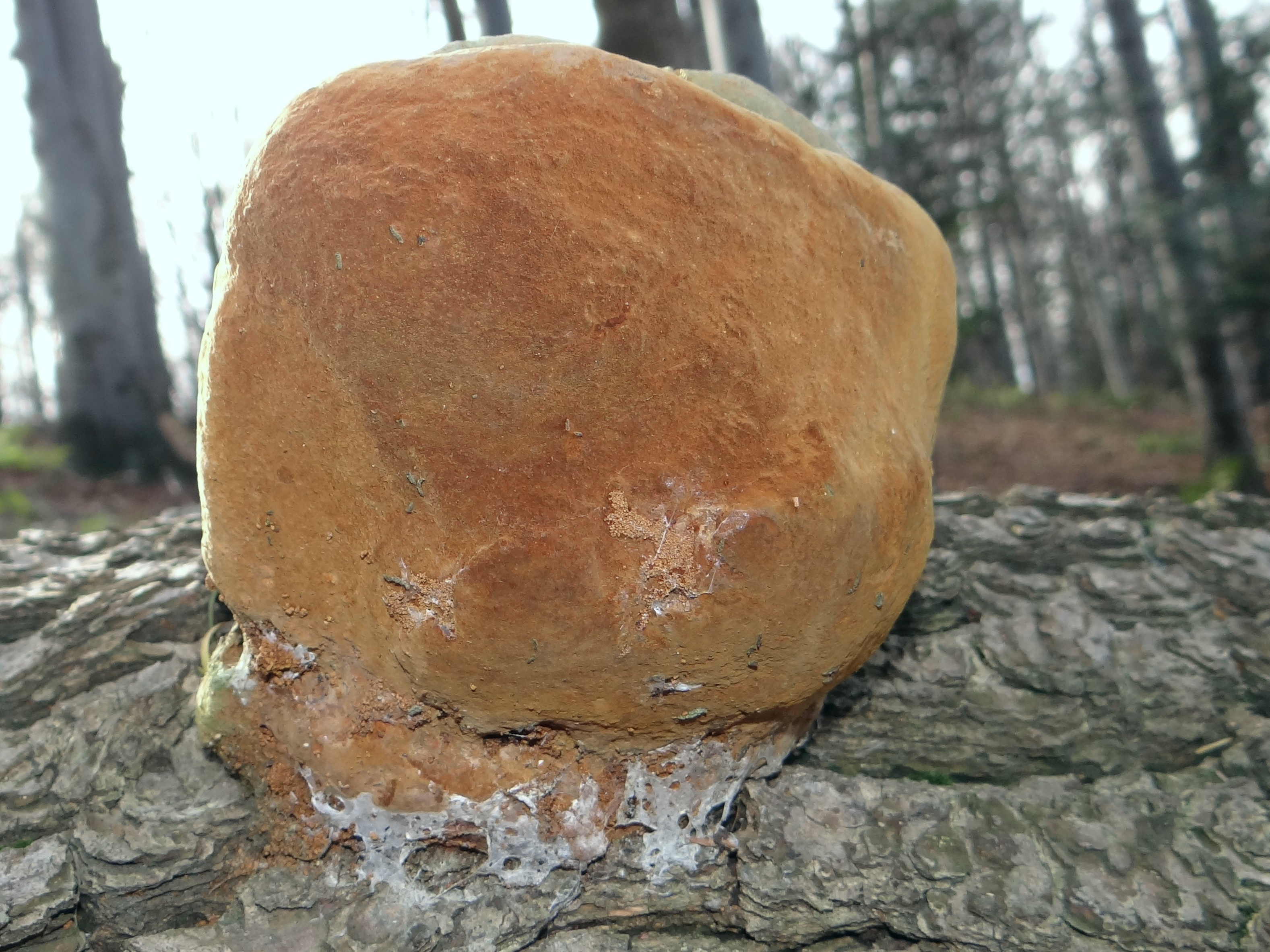

Czyreń osikowy (Phellinus tremulae (Bondartsev) Bondartsev & P.N. Borisov) – gatunek grzybów z rodziny szczeciniakowatych (Hymenochaetaceae).

## Systematyka i nazewnictwo
Pozycja w klasyfikacji według Index Fungorum: Phellinus, Hymenochaetaceae, Hymenochaetales, Incertae sedis, Agaricomycetes, Agaricomycotina, Basidiomycota, Fungi.
Po raz pierwszy takson ten zdiagnozował w 1935 r. Appollinaris Semenovich Bondartsev jako formę czyrenia ogniowego Fomes igniarius f. tremulae. W 1935 r. ten sam autor, oraz G.I. Borisov uznali go za odrębny gatunek czyrenia.
Synonimy naukowe:
- Fomes igniarius f. tremulae Bondartsev 1935
- Fomes tremulae (Bondartsev) P.N. Borisov 1940
- Ochroporus tremulae (Bondartsev) Fiasson & Niemelä 1984

Nazwę polską nadał Stanisław Domański w 1967 r.

## Morfologia
Owocnik
Wieloletni, typowa huba. Do podłoża silnie przyrośnięty bokiem, twardy i całkowicie zdrewniały. Osiąga szerokość do 20 cm, grubość do 15 cm. Kształt kopytkowaty lub muszlowaty. Gdy rośnie na stojących pniach, powierzchnia hymenialna nachylona pod kątem 45° do pnia. Górna powierzchnia u młodych okazów filcowata, wkrótce jednak gładka, pokryta twardą, często popękaną krustą z widocznymi strefami rocznego przyrostu. Ma barwę od brązowej do szaroczarnej, czasami jest zielona od porastających ją glonów. Brzeg ostry, płonny, matowy, o szerokości kilku mm, brązowawy, oliwkowy lub czekoladowo-brązowy, szary, zawsze jaśniejszy od pozostałej części górnej powierzchni.
Hymenofor
Rurkowaty. Powierzchnia hymenialna gładka, o barwie brązowawej. Pory bardzo drobne, w liczbie 5–7 na 1 mm. Warstwy rurek o grubości 2 mm, oddzielone niewyraźnie.
Kontekst
Ciemny, czerwonawobrązowy, o grubości 1–4 mm. W suchych owocnikach trama jest twarda jak drewno, w stanie świeżym nieco bardziej miękka, w starszych warstwach łatwo pęka wzdłuż rurek.
Cechy mikroskopijne
System strzępkowy dimityczny. W kontekście strzępki generatywne proste, septowane, cienkościenne, bladożółtawe do prawie szklistych, o średnicy 2–3 μm. Strzępki szkieletowe grubościenne, nieseptowane, ciemno czerwonobrązowe, o średnicy 4–6 μm. Rdzeń zbudowany z gęsto splecionych, rozgałęzionych szczecinkowatych strzępek ze skupiskami grubościennych, ciemno czerwonobrązowych, nieregularnych i powyginanych komórek. Strzępki te mają długość 20–80 μm, czasami więcej, i średnicę 8–25 μm. Reprezentują odmienny typ szczecinek, tzw. cora setae. Przejście między tramą a kontekstem niewyraźne. W tramie strzępki równoległe.
Podstawki szeroko maczugowate, o rozmiarach 8–10 × 6–7 μm, z 4 sterygmami i prostą sprzążką bazalną. Bazydiole podobne, ale nieco krótsze, o grubościennych podstawach i średnicy 3.5–5 μm. Bazydiospory prawie kuliste, elipsoidalne, szkliste, bezbarwne, gładkie, nieamyloidalne. Dojrzałe mają rozmiar 4,5–5 × 4–4,5 μm i ścianę o średniej grubości, 0,4–0,7 μm.

## Występowanie i siedlisko
Jest szeroko rozprzestrzeniony na półkuli północnej, jednak dość rzadki. W piśmiennictwie naukowym na terenie Polski do 2003 r. podano 5 jego stanowisk. Więcej stanowisk, i bardziej aktualne podaje internetowy atlas grzybów. Czyreń osikowy znajduje się na Czerwonej liście roślin i grzybów Polski. Ma status E – gatunek wymierający.
Saprotrof i pasożyt rozwijający się na martwym drewnie, ale także na żywych drzewach, które infekuje poprzez rany. Rośnie wyłącznie na topoli osice (Populus tremula), powodując białą zgniliznę drewna.

## Gatunki podobne
Jest kilka podobnych gatunków czyreni. Makroskopowo bardzo podobny jest czyreń jodłowy (Phellinus hartigii), ale występuje tylko na jodłach, oraz czyreń ogniowy (Phellinus ignarius) występujący głównie na wierzbach. Oprócz gatunku żywiciela charakterystyczną makroskopową cechą odróżniającą czyrenia osikowego od innych podobnych gatunków jest wzrost owocnika bardziej w dół, niż w poziomie i ostry brzeg. Mikroskopowo cechą najlepiej odróżniającą czyrenia osikowego od innych czyreni jest równoległe ułożenie strzępek w jego przegrodach (disseptiments) oraz bardzo gruby rdzeń.